# Regimen sanitatis Salernitanum
Regimen sanitatis Salernitatum (text známý také jako De conservanda valetudine, nebo Flos medicinae) je středověká didaktická báseň sepsaná původně latinsky v hexametru. Tato báseň je nejasného původu a patří do žánru lékařské literatury tzv. regimen sanitatis. Jedná se o poučení pro každý den, o návod pro prostý lid, jak pečovat o své zdraví prostřednictvím dietetických a hygienických rad. Nabyla takové oblíbenosti, že po vydání jejího první tisku byla přeložena do mnoha národních jazyků. Na 100 rukopisů bylo napsáno a 300 různých tisků bylo vydáno před rokem 1501. Někteří badatelé jsou však přesvědčeni, že původní báseň měla až okolo tisíce veršů. Báseň pak byla v průběhu pozdního středověku a raného novověku upravována přidáváním nebo odstraňováním veršů, vznikly různé edice a verze s komentáři.

## Původ básně a její rozšíření
Lékařská literatura ve středověku je "málo prozkoumaná, nikým nečtená, nestudovaná, nevydávaná ba ani dostatečně katalogizačně nezpracovaná". Ani báseň Regimen sanitatis Salernitatum není výjimkou, báseň není dostatečně prozkoumaná, a tak u ní vzniká řada otazníků. Co se týče původu, traduje se, že báseň vznikla ve 12. nebo 13. století. První verš Anglorum regi scribit tota schola Salerni, nebo v jiných verzích básně Francorum regi scripsit tota scola Salerni, odkazuje na nejmenovaného anglického, nebo francouzského krále, jemuž měla být báseň adresována. Některými badateli je tento král ztotožněn buď s Richardem Lví srdce, který se v Salernu léčil ze zranění po křižácké válce, nebo s Robertem II. Normandským.
Je možné, že rukopis pravděpodobně vznikl jako překlad z arabského díla, původně nazvaného Sirr al-asrar (který byl podle tradice spojen s Aristotelem jako dílo, které napsal pro Alexandra Velikého)[zdroj?]. Lékařské části arabského textu pak byly přeloženy do latiny ve dvanáctém století Janem Španělem. Překlad se stal na západě známý pod názvem Secretum secretorum. Tento překlad byl zveršován a do úvodu byla přidána zmínka o proslulé salernské škole, aby bylo textu dodáno na vážnosti. Za jednoho z možných autorů přebásnění je považován Jan Milánský (z Milána), který žil ve dvanáctém století a jehož jméno se objevuje v několika rukopisech. Ačkoliv se má za to, že "Regimen sanitatis Salernitatum nevznikla v Salernu ve 12. století, charakterizuje se tímto způsobem ve většině popularizačních publikací, a někdy i v současné odborné literatuře." I nadále jsou tedy někteří badatelé přesvědčeni, že báseň vznikla kompilací všeho lékařského vědění (kompilátorství bývá připisováno právě Janu Milánskému), které nabízela salernská škola. To by měl prý potvrzovat i první verš (scribit/scripsit schola tota Salerni).
Důležitou osobou v rozšiřování básně byl horlivý komentátor básně Arnald z Villanovy, který vytvořil verzi o 364 verších. Jeho edice s komentářem byly často a hojně vydávané. První edice s jeho komentářem vyšla roku 1480 v Montpelier. Další edice s jeho komentářem pak hned v roce 1487 v Besançonu.

## Obsah
Báseň Regimen sanitatis Salernitatum patří do žánru tzv. regimen sanitatis. Ten dosáhl oblíbenosti především v pozdním středověku a raném novověku. Avšak původ regimin lze vysledovat až ke Galénovi. Již od Galénových dob se jedná o texty, které vedou čtenáře ke zdravému životnímu stylu.
Ve středověku pak existovaly obecně tři druhy regimen sanitatis:
1. regimina teoretická, výuková - univerzitní lekce určená studentům k nácviku sestavování životospráv podle pevného schématu
2. regimina všeobecná - určená širší čtenářské obci
3. regimina osobní - sepsaná pro konkrétní osobu

Dle tohoto rozdělení zařazujeme báseň Regimen sanitatis Salernitatum pod regimina všeobecná. Báseň také obsahuje poučení ke všem sex res non naturales, to znamená, poučení o šesti základních složkách, které tvořily námět regimin a kterým lékaři věnovali při tvorbě životosprávy největší péči. Tyto složky jsou:
1. vzduch (aer)
2. jídlo a pití (cibus et potus)
3. cvičení (exercitium)
4. spánek a bdění (somnus et vigilia)
5. vylučování a vyměšování (repletio et evacuatio)
6. stav mysli (accidentia animae)

První polovina básně je věnována poučení o zdravém jídle a pití, pohybu a hygieně. Druhá polovina je věnována tělesným tekutinám (v návaznosti na učení o mísení tělesných šťáv v antickém lékařství) a pouštění krve. Báseň je rozdělená na krátké "nesystematicky seřazené veršované úseky či několikaveršové skladby", které jsou opatřeny nadpisem.
Pro vytvoření představy o obsahu je zde předložen seznam nadpisů jednotlivých "kapitolek" z českého Veleslavínova překladu Regimen sanitatis Salernitatum. Avšak je třeba připomenout, že není jasné, jakou předlohu latinského textu, z mnoha dochovaných, které se lišily délkou i obsahem, Veleslavín k překladu použil. Proto se Veleslavínova varianta překladu může odlišovat od latinského textu v jednotlivých edicích latinského textu.
| Přehled nadpisů z Veleslavínovy české verze básně | Přehled nadpisů z Veleslavínovy české verze básně |
| --- | --- |
| 1) O náruživostech duše a některých obecných lékařstvích 2) O posilnění mozku a zraku 3) O poledním spaní 4) O zadržalém větru v životě 5) O večeři 6) O způsobu před jídlem 7) O lékařství proti jedu 8) O povětří 9) O pivě 10) Obecně koření ku pokrmům 11) O mytí rukou po jídle 12) O chlebu 13) O masu telecím 14) O ptácích k jídlu hodnýmch 15) O rybách dobrých 16) O proměšování pokrmu a nápoje 17) O hráchu 18) O mléku lidem suchým 19) O máslu 20) O jídle a pití 21) O pokrmích, kteříž dobrou živnost dávají 22) O povahách dobrého vína 23) O víně červeném 24) O lékařstvích proti jedu 25) O povětří 26) O nemírném pití vína 27) O lepším víně 28) O stravě každé čtvrti roku 29) O napravení zlého nápoje | 30) O mořské nemoci 31) Obecně o koření ku pokrmům 32) O masu svinském 33) O mstu 34) O pití vody 35) O ouhoři 36) O syrovátce 37) O sejru 38) Sejr sám o sobě 39) O jídle a pití 40) O cibuli 41) O hořčici 42) O věcech škodných zraku 43) O čtverém počasí celého roku 44) O lidech melancholických 45) Znamení hojnosti krve 46) Znamení zbytečné cholery 47) Znamení zbytečné flegmy 48) Znamení zbytečné melancholie 49) O pouštění krve žilou a nejprve o věku, v kterémž se pouštěti může 50) Kterých měsícův dobře aneb zle z žíly pouštěti 51) O překážení pouštění krev 52) Čeho šetřiti při pouštění krve 53) O některých užitcích pouštění krve 54) Velikosti rány 55) Co po zatětí žíly činiti náleží 56) Čeho se hned po krvi varovati sluší 57) V kterých nemocech a věku a jak mnoho krve kterého času upustiti se má 58) Z kterých oudů krve upustiti se má |

## České země aRegimen sanitatis Salernitatum
Pokud se jedná o ohlas básně na českém území, zůstávají nevyřešeny některé otázky:
1. Není přesně známo, jak se báseň Regimen sanitatis Salernitatum dostala na české území. Nicméně latinské úryvky básně se vyskytují již ve všech rukopisných opisech medicínských textů lékařů z 15. století a dokonce i u lékaře 14. století Albíka z Uničova.[18]
2. Neexistuje soupis rukopisů, který by zaznamenal, kolik latinských rukopisů v českém prostředí existuje, ani kolik edic bylo u nás vydáno prvotiskem v latině nebo češtině, a tak nevíme, jak moc báseň byla na našem území čtena.
3. Rovněž není známo, jakého latinského textu básně a jakých rukopisů vydavatelé k prvním vydáním v českých zemích použili.

### Český překlad
Nejasnosti se týkají také překladu básně do češtiny. První vydání bylo vydané tiskem v Olomouci v roce 1584 nakladatelem Fridrichem Milichthalerem a není jasné, kdo připravil první překlad do češtiny k tomuto prvnímu vydání. Významné druhé vydání připravil a vydal „arcitiskař pražský“ Daniel Adam z Veleslavína. Ten salernské verše editoval, přeložil do češtiny, a v českém překladu i s originálním editovaným latinským textem připojil ke spisu Regiment zdraví Henrycha Rankova, které Veleslavín vydal společně v jednom svazku. Profesor I. J. Hanuš, který řešil otázku překladu do češtiny již na konci 19. století, se pozastavuje nad neobratností překladu a veršové formy, čímž dokazuje, že překladatel nemohl být tak znamenitý stylista jako Veleslavín. Soudí se, že úplný český překlad byl u nás znám a přepisován již velmi brzy, nejpozději v 16. století. Překladatel do češtiny užil do překladu rýmů a ve středověku oblíbených leoninských hexametrů, patrně pro lepší zapamatování. Původní latinský text je však napsaný v hexametrech nerýmovaných.

## Edice
Báseň se dochovala v původním latinském jazyce v mnoha odlišných zněních, v mnoha rukopisech, prvotiscích a edicích. Zde jsou uvedené některé novější kritické edice básně:
- BALZAC, J. B. Marie Baudry de; RENZI, Salvatore de. ed. Flos medicinae scholae Salerni. Naples.1859.
- ORDONAUX, John. Regimen sanitatis Salernitanum. Code of health of the school of Salernum. Philadelphia. 1871.
- TESTDORPH, Paul. Das medizinische Lehrgedicht der hohen Schule zu Salerno. Stuttgart.1915.
- DE FRUTOS GONZÁLEZ, Virginia. Flos medicinae (Regimen sanitatis Salernitatum). Valladolid. 2010.

## Ukázka
Ukázka prvních dvou veršů básně z latinské edice a v české verzi překladu podle Daniela Adama z roku 1587.
| latinsky                                                                           | český překlad                                                                                             |
| ---------------------------------------------------------------------------------- | --- |
| Ex magna cena stomacho fit maxima poena. ut sis nocte levis, sit tibi cena brevis. | Hojná večeře, pozdní kvas činí těžkost každému z nás. Protož zvečera málo jez, budeš míti noc lehkou věz! |